# Ново-Воронцовська волость
Ново-Воронцовська волость — адміністративно-територіальна одиниця Херсонського повіту Херсонської губернії.
Станом на 1886 рік складалася з 4 поселень, 4 сільських громад. Населення — 4560 осіб (2279 чоловічої статі та 2281 — жіночої), 728 дворових господарств.
|                     | Площа, десятин | У тому числі орної, дес. |
| ------------------- | -------------- | ------------------------ |
| Сільських громад    | 11399          | 6636                     |
| Приватної власності | 12552          | 4000                     |
| Іншої власності     | 360            | 360                      |
| Загалом             | 24311          | 10996                    |

Найбільші поселення волості:
- Ново-Воронцовка — містечко при Дніпровському лимані в 165 верстах від повітового міста, 1494 осіб, 230 дворів, камера судового слідчого, церква православна, єврейський молитовний будинок, школа, 16 лавок, баня, 6 горнятних заводів, механічний завод, постоялий двір, рейнський погріб, винний склад, 5 ярмарків на рік, базарь по неділях, щотижня торжки. В 8 верстах — лютеранський молитовний будинок. В 12 верстах — лютеранський молитовний будинок, школа. В 12 верстах — лютеранський молитовний будинок, лавка. В 25 верстах — церква православна.
- Оскорівка — село, 2130 осіб, 330 дворів, церква православна, 3 лавки.
- Іванівка — село, 936 осіб, 168 дворів, церква православна, школа, земська поштова станція, 3 лавки, 2 постоялих двори.